# 3+2 (magyar együttes)
A 3+2 temerini magyar lakodalmasrock-együttes.

## Története
1975-ben 3+1 néven alakultak, akkor még klasszikus rockot játszottak, később váltottak a mulatós zene irányába (az együttes nevében a 3 a három alapító testvérre, Bugyi Gyulára, Bugyi Jánosra és Bugyi Zoltánra, a +1 pedig az első unokatestvérükre, Táncos Lajosra utal).
Később csatlakozott hozzájuk – eredetileg csak hangmérnökként – Hajdúk János is (ő eredetileg az Újvidéki Rádió hangmérnöke volt), később azonban 1982-től billentyűsként és dalszerzőként is a csapatban tevékenykedett, olyan dalok hangtechnikusaként, mint a Halvány őszi rózsa, a Kicsiny falum, a Kombiné és az Egy asszony miatt vagyok ilyen léha. Miatta lett az együttes neve 3+1-ből 3+2. Az első lemez megjelenése után már többet kellett fellépni az együttesnek, ám nem engedték el Hajdúkot a munkahelyéről, ezért került ki az együttesből.
A 80-as évek második felében voltak igazán sikeresek, akkor több lemezük is eladási rekordot döntött, Halvány őszi rózsa lemezük a mai napig tartja a legtöbb eladott lemez rekordját Magyarországon másfél milliós darabszámmal. A lemez és egyben az együttes egyik legismertebb száma a Csipkés kombiné, ami Magyarországra 1989-ben jutott el.

## Tagok
- Bugyi Zoltán – gitár, ének (1976–)
- Bugyi Dániel – dob, ütős hangszerek (2003–)
- Magyar János – basszusgitár (2020–)
- Maros Zoltán – billentyűs hangszerek (2022–)

Vendégzenészek
- Burai Károly – szaxofon, klarinét, billentyűs hangszerek (1985–2014, 2014-től vendég)
- Pethő Attila – trombita

### Korábbi tagok
- Bugyi Gyula – szólógitár, ének (1975–1988, 1991–1995)
- id. Bugyi János – dob, ütőhangszerek (1975–1988, 2000–2002, elhunyt 2016-ban)
- Táncos Lajos – basszusgitár (1975–1986, elhunyt 2006-ban)
- Túri Mihály – ének (1975–1976)
- Túri Lajos – klarinét (1975–1983, elhunyt 1997-ben)
- Fehér Sándor – tambura (1982–1983)
- Hajdúk János – billentyűs hangszerek, hangmérnök, dalszerző (1983–1985, elhunyt 2017-ben)
- Góbor Attila – billentyűs hangszerek, ének (1983–1987)
- Spör Helmuth – basszusgitár (1986–1992)
- Ilija Géza – billentyűs, basszusgitár, harsona, ének (1988–1998, később vendég, elhunyt 2023-ban)
- Schön Ignác – hegedű (1986–2001)
- Kollár Zoltán – dobok, ének (1988–1992)
- László Attila – dobok (1992–2000, elhunyt 2000-ben)
- Pap Tibor – billentyűs hangszerek, ének (1998–2002)
- Blazsanik Dénes – billentyűs hangszerek (2004–2006)
- Kucsera Csaba – basszusgitár (2004–2006, 2009–2020)
- Kanalas Róbert – billentyűs hangszerek (2006–2015)
- ifj. Bugyi János – ritmusgitár
- Vágó Tibor – billentyűs hangszerek (2015)
- Vojnics Tunics Zsolt – basszusgitár (2006–2009), billentyűs hangszerek (2015–2022, elhunyt 2022-ben)

## Diszkográfia
| Év   | Album                        | Minősítés                             |
| ---- | ---------------------------- | ------------------------------------- |
| 1986 | Halvány őszi rózsa           | Aranymadár (1.5 millió eladott lemez) |
| 1987 | Hej, de kutya jókedvem van   | Platinalemez                          |
| 1987 | Csendes ember lettem         | Platinalemez                          |
| 1988 | Ezekkel a kakasokkal baj van | Aranylemez                            |
| 1989 | Csuda jó hangulat            |                                       |
| 1989 | Vastag jókedv                |                                       |
| 1989 | Itt hagyom a falutokat       |                                       |
| 1989 | Öreg prímás tégy hangfogót   |                                       |
| 1992 | Magyar fiúk                  |                                       |
| 1993 | Estharang                    |                                       |
| 1999 | Válogatás - Best of          |                                       |
| 2000 | Sárgul már a Coco Jumbo      |                                       |
| 2005 | Újra itthon                  |                                       |
| 2009 | Ne szidjatok soha engem!     |                                       |
| 2011 | Live in Dunaszeg             |                                       |